# Dinah (krater)
För andra betydelser, se Dinah.
Dinah är en nedslagskrater med en diameter på 15 kilometer, på planeten Venus. Dinah har fått sitt namn efter det hebreiska kvinnonamnet Dinah.